# NGC 5823
NGC 5823 (noto anche come C 88) è un piccolo ammasso aperto posto nella costellazione australe del Compasso.

## Osservazione

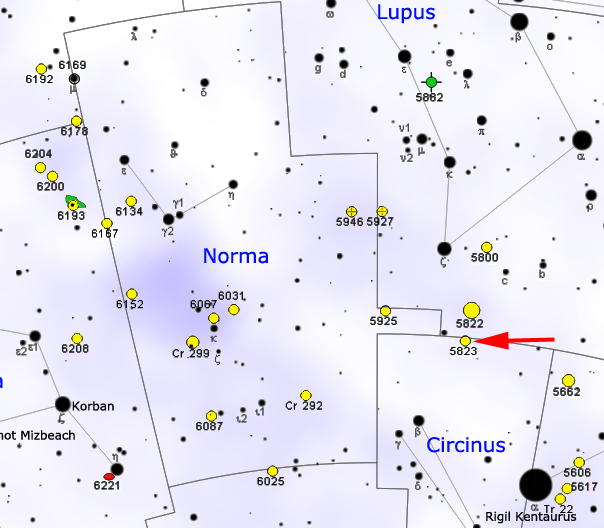
Mappa per individuare NGC 5823.

È visibile all'estremità settentrionale della costellazione, sulla linea che congiunge le stelle Alfa Centauri e ζ Lupi, più spostato verso quest'ultima, nei pressi del ben più esteso ammasso aperto NGC 5822 (nel Lupo); invisibile ad occhio nudo, con un binocolo adatto alla visione notturna diventa visibile come una piccola macchia chiara, solo in parte risolvibile. Già con un piccolo telescopio l'ammasso viene risolto senza difficoltà, essendo poco concentrato; le sue componenti più brillanti sono di magnitudine 10 e si dispongono in allineamenti posti sui bordi dell'ammasso, mentre al centro sono presenti per lo più stelle meno luminose.
A causa della sua declinazione fortemente meridionale, quest'ammasso può essere osservato soprattutto da osservatori situati nell'emisfero australe della Terra; la sua osservazione dall'emisfero nord è possibile solo in vicinanza delle latitudini tropicali. Il periodo migliore per la sua osservazione nel cielo serale è quello compreso fra maggio e ottobre.

## Storia delle osservazioni
L'ammasso fu individuato da James Dunlop nel 1826, durante la sua permanenza in Australia. John Herschel lo riosservò nelle notti fra il 15 e il 20 aprile del 1836, egli lo descrisse come un ammasso di deboli stelle con magnitudine compresa fra la 13 e la 14.

## Caratteristiche
NGC 5823 è un ammasso piuttosto ricco situato alla distanza di circa 1192 parsec (circa 3886 anni luce), corrispondente al bordo esterno del Braccio del Sagittario. La sua età sarebbe pari a quasi 800 milioni di anni ed è pertanto piuttosto evoluto; mancano infatti stelle particolarmente massicce, da tempo già esplose come supernovae.
Le stelle giganti rosse presenti in direzione dell'ammasso presentano delle caratteristiche insolite, che hanno fatto ritenere che esse non siano legate ad esso; inoltre era stato ipotizzato che tutte le sue ideali componenti non presenterebbero una concentrazione maggiore rispetto alle stelle circostanti, rendendo di fatto l'ammasso un oggetto inesistente o comunque fortemente "contaminato" da stelle di fondo. Altri studi, d'altra parte, hanno invece chiarito la reale esistenza dell'ammasso determinando l'appartenenza ad esso di almeno 103 stelle, situate entro un diametro di 12'; con queste dimensioni, data la distanza, NGC 5823 assume le dimensioni di circa 12 anni luce.